# Jimmy Smits

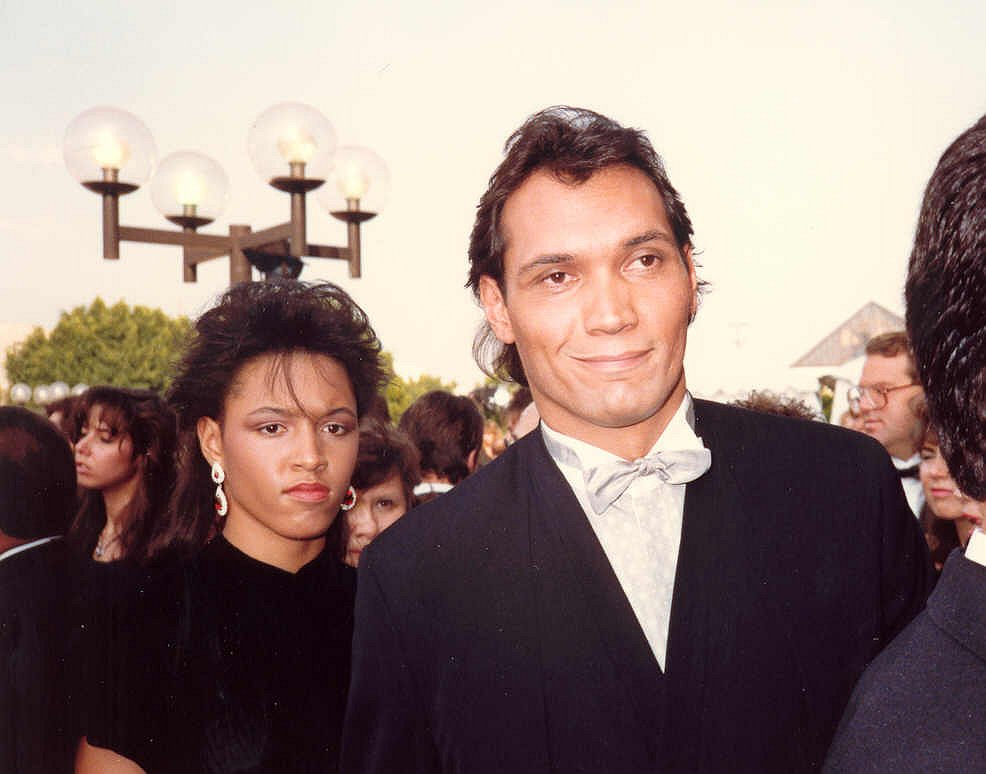
Jimmy Smits vid Emmy-galan 1987.

Jimmy Smits, född 9 juli 1955 i Brooklyn i New York, är en amerikansk skådespelare. 
Smits är främst känd för sina roller i TV-serierna Lagens änglar, där han spelade Victor Sifuentes, och som polisen Bobby Simone i På spaning i New York. I de sista två säsongerna av TV-serien Vita huset spelade han kongressledamoten och presidentkandidaten Matthew Santos.
Smits ses även som Miguel Prado i tredje säsongen av Dexter och som Bail Organa i Star Wars Episod II, III och även i Rogue One. Han var även med i TV-serien Sons of Anarchy, där han spelade Neron "Nero" Padila. 
Smitts har puertoricanskt och surinamiskt ursprung.

## Filmografi
- 1984 – Miami Vice (TV-serie) (1 avsnitt)
- 1986–1992 – Lagens änglar (TV-serie) (107 avsnitt)
- 1987 – De sju makterna
- 1990 – Den kritiska punkten
- 1991 – Switch
- 1993 – Knackarna (TV-serie)
- 1994–1998 – På spaning i New York (TV-serie) (huvudroll, 89 avsnitt)
- 2000 – Bless the Child
- 2002 – Star Wars: Episod II – Klonerna anfaller
- 2004 – På spaning i New York (TV-serie) (gästroll, 1 avsnitt)
- 2004–2006 – Vita huset (tv-serie) (TV-serie) (37 avsnitt)
- 2005 – Star Wars: Episod III - Mörkrets hämnd
- 2007 – The Jane Austen Book Club
- 2008 – Dexter (TV-serie) (12 avsnitt)
- 2008 – Star Wars: The Force Unleashed (TV-serie) (röst i datorspel)
- 2012–2014 – Sons of Anarchy (TV-serie) (38 avsnitt)
- 2016–2017 – Brooklyn Nine-Nine (TV-serie) (2 avsnitt)
- 2016 – Rogue One: A Star Wars Story
- 2019 – I rättvisans tjänst (TV-serie) (10 avsnitt)
- 2022 – Obi-Wan Kenobi (TV-serie) (3 avsnitt)